# Bom Jesus do Monte

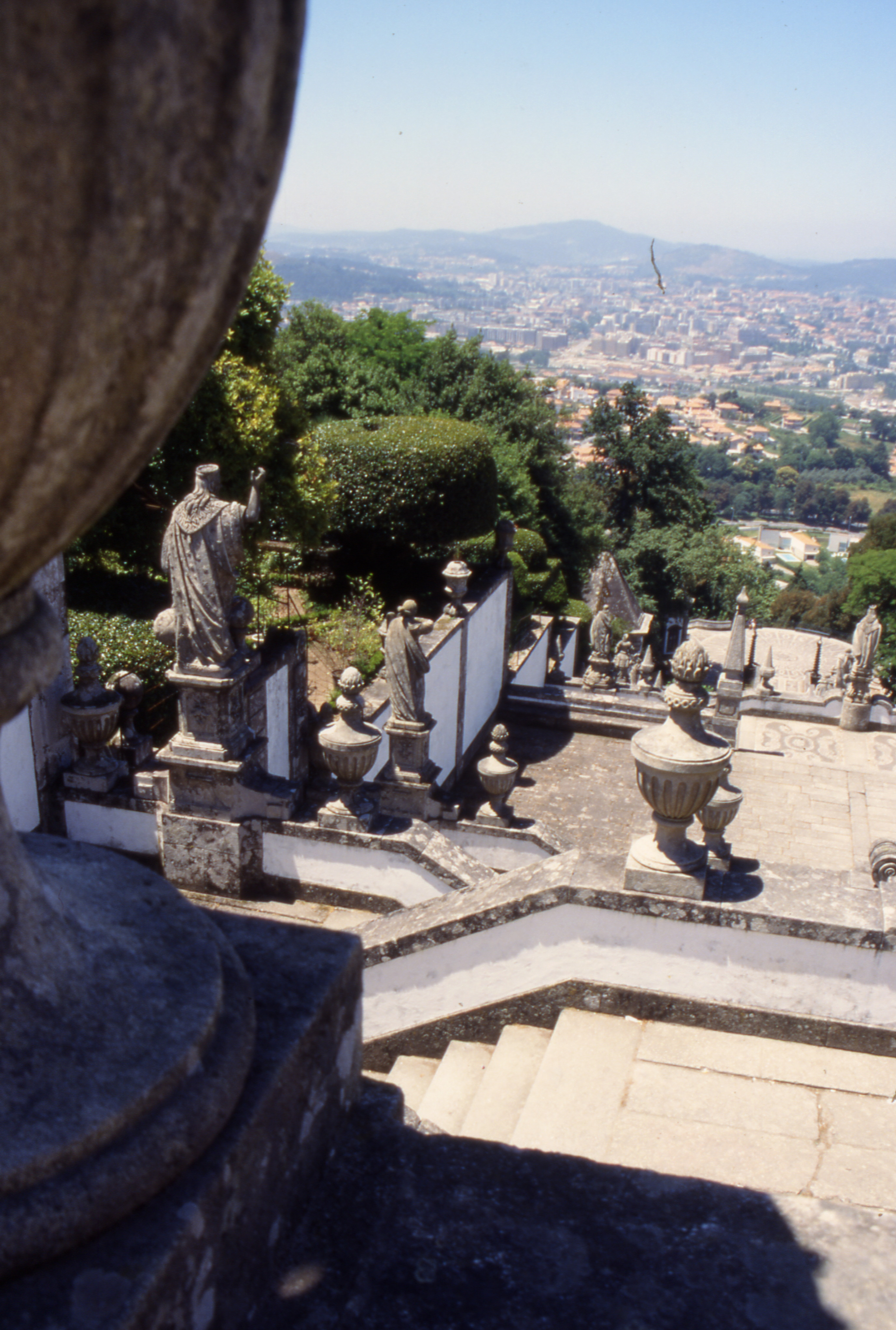
"Via Sacra"

Bom Jesus do Monte là một thánh địa nằm ở giáo xứ Nogueiró e Tenões, ngoại ô thành phố Braga, phía Bắc Bồ Đào Nha. Tên của nó có nghĩa là "Chúa Giê-su của núi". Đây là một ví dụ đáng chú ý về một địa điểm hành hương với một cầu thang Baroque hoành tráng leo lên cao 116 mét (381 feet), đồng thời là một điểm thu hút khách du lịch ở Braga.

## Lịch sử
Nhiều đỉnh đồi ở Bồ Đào Nha và các khu vực khác của châu Âu là nơi tôn sùng tôn giáo từ thời cổ đại và đồi Bom Jesus là một trong số đó. Tuy nhiên, dấu hiệu đầu tiên của một nhà nguyện trên đồi có từ năm 1373. Nhà nguyện này được dành riêng cho Thánh giá được xây dựng lại trong thế kỷ 15 và 16. Năm 1629, một nhà thờ hành hương được xây dựng dành riêng cho Bom Jesus (Chúa Giê-su), với sáu nhà nguyện dành riêng cho Cuộc thương khó của Giêsu.
Thánh địa hiện tại bắt đầu được xây dựng vào năm 1722 dưới sự bảo trợ của Tổng giám mục Braga lúc bấy giờ là Rodrigo de Moura Telles. Phù hiệu của ông được nhìn thấy ở ngay cửa đầu cầu thang. Dưới sự chỉ đạo của ông, hàng cầu thang đầu tiên với những nhà nguyện dành cho Đàng Thánh Giá được hoàn thành. Mỗi nhà nguyện được trang trí với các tác phẩm điêu khắc bằng đất nung mô tả Cuộc thương khó của Giêsu. Ông cũng là người tài trợ cho đoạn cầu thang tiếp theo có dạng zig-zắc dành riêng cho năm giác quan. Mỗi một giác quan được thể hiện bằng một đài phun nước. Ở cuối của cầu thang dẫn lên cao là một nhà thờ mang kiến trúc Baroque được xây dựng vào khoảng năm 1725 bởi kiến trúc sư Manuel Pinto Vilalobos.
Các công trình trên các nhà nguyện, cầu thang và nhà thờ đầu tiên được thực hiện trong suốt thế kỷ 18. Trong một khu vực phía sau nhà thờ là ba nhà nguyện hình bát giác được xây dựng vào những năm 1760 với những bức tượng mô tả các tình tiết xảy ra sau khi Chúa bị đóng đinh, như cuộc gặp gỡ của Giêsu với Maria Madalena. Thiết kế bên ngoài của những nhà nguyện tuyệt đẹp này được cho là của kiến trúc sư Braga nổi tiếng André Soares. Xung quanh những nhà nguyện này có bốn đài phun nước Baroque với những bức tượng của các nhà truyền giáo có từ những năm 1760.
Khoảng năm 1781, tổng giám mục Gaspar de Bragança quyết định hoàn thành "bản hòa tấu" bằng cách thêm một đoạn cầu thang thứ ba và một nhà thờ mới. Cầu thang thứ ba cũng theo mô hình zig-zắc và dành riêng cho Ba đức hạnh là Đức tin, Hy vọng và Bác ái, mỗi nơi đều có một đài phun nước. Nhà thờ cũ đã bị phá hủy và một nhà thờ mới được xây dựng theo thiết kế Tân cổ điển của kiến trúc sư Carlos Amarante. Nhà thờ mới được trang trí nội thất vào đầu thế kỷ 19 và được thánh hiến vào năm 1834. Bàn thờ chính được dành riêng cho Thánh tích.
Vào thế kỷ 19, khu vực xung quanh nhà thờ và cầu thang đã bị thu hồi và biến thành công viên. Đến năm 1882, để tạo điều kiện thuận lợi cho việc tiếp cận Thánh địa, đường sắt leo núi Bom Jesus do Monte sử dụng cân bằng nước được xây dựng nối liền thành phố Braga với ngọn đồi. Đây là đường sắt leo núi đầu tiên được chế tạo ở bán đảo Iberia vẫn đang được sử dụng. Năm 1970, thánh địa này được phân loài là tài sản công cộng.

## Ý nghĩa
Thiết kế của thánh địa mang kiến trúc Baroque với điểm nhấn là dãy cầu thang ngoằn ngoèo ảnh hưởng đến nhiều địa điểm khác ở Bồ Đào Nha và thuộc địa Brazil như tại Lamego và Congonhas. Khi những người hành hương leo lên cầu thang (theo truyền thống khuyến khích leo lên bằng đầu gối) thì họ đã gặp được sự đối lập của các giác quan thế giới vật chất với các đức hạnh, đồng thời trải nghiệm những Khổ nạn của Chúa. Đỉnh cao của những nỗ lực qua các Khổ nạn là Nhà thờ của Chúa nằm trên đỉnh đồi. Sự hiện diện của những đài phun nước mang ý nghĩa rửa tội cho các tín đồ.
Nhà thờ mới được xây dựng bởi Carlos Amarante là một trong những nhà thờ Tân cổ điển đầu tiên của Bồ Đào Nha. Và nó đã được thánh hiến thành một tiểu Vương cung thánh đường vào ngày 5 tháng 7 năm 2015 bởi Giáo hoàng Phanxicô.

Bom Jesus do Monte
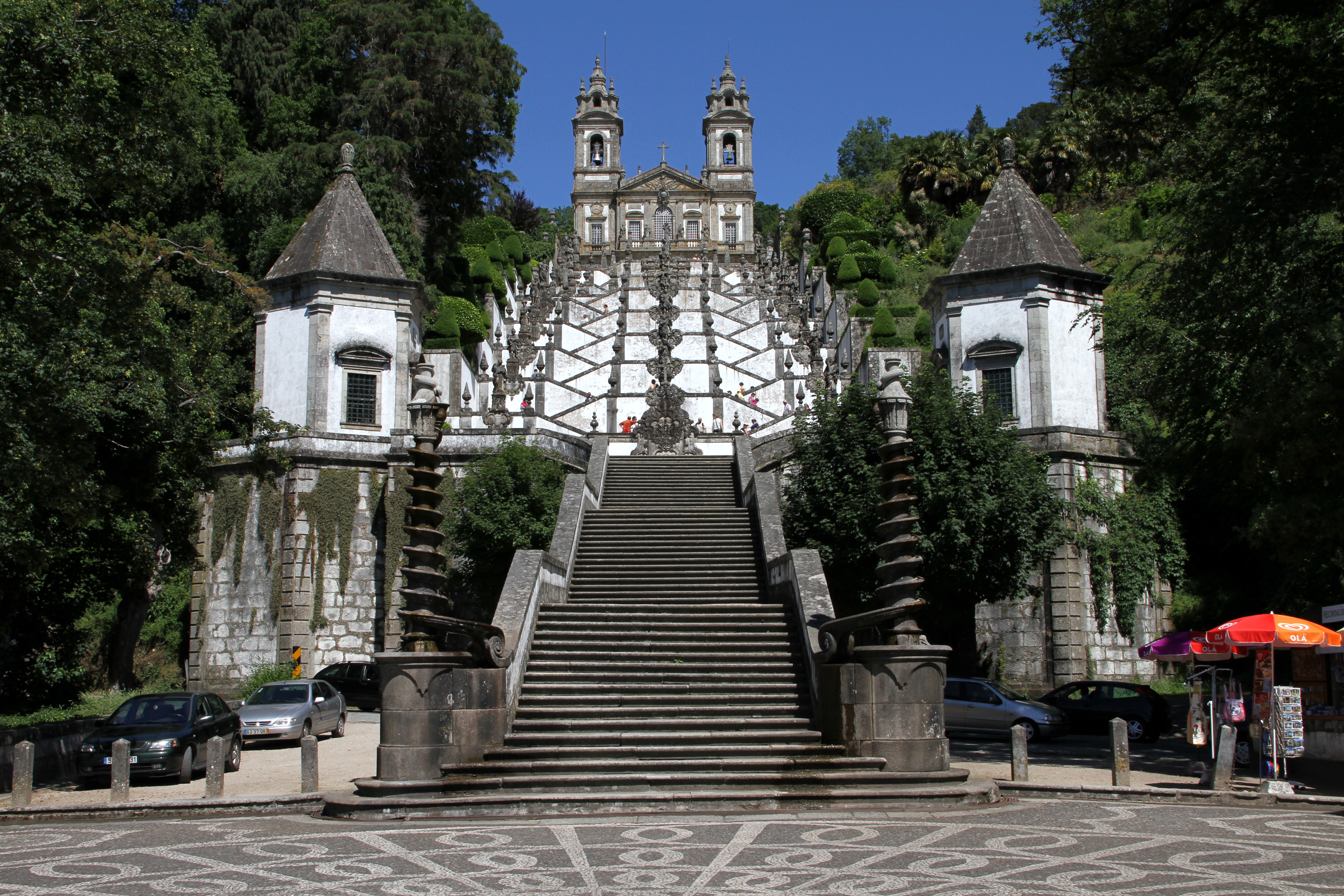
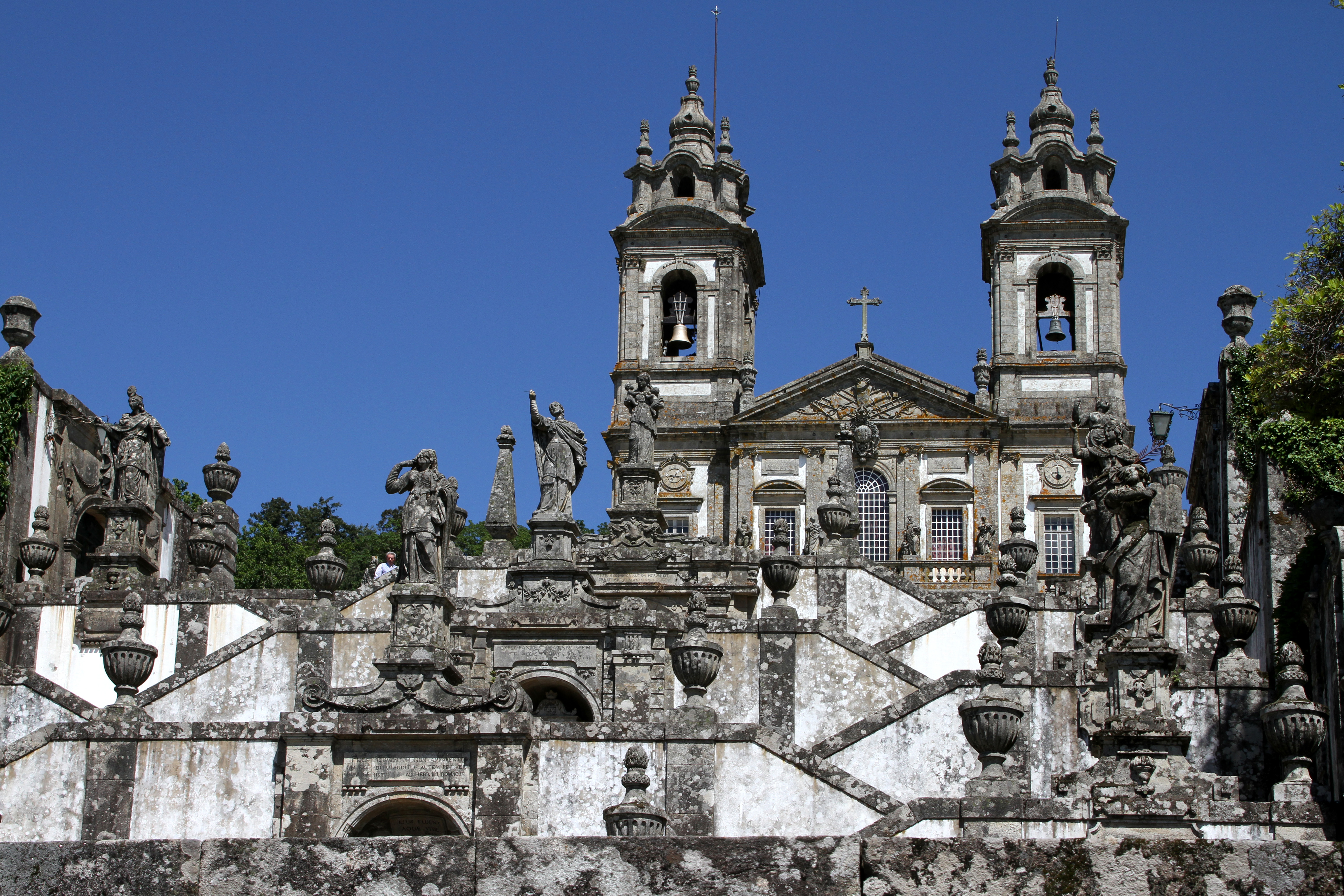
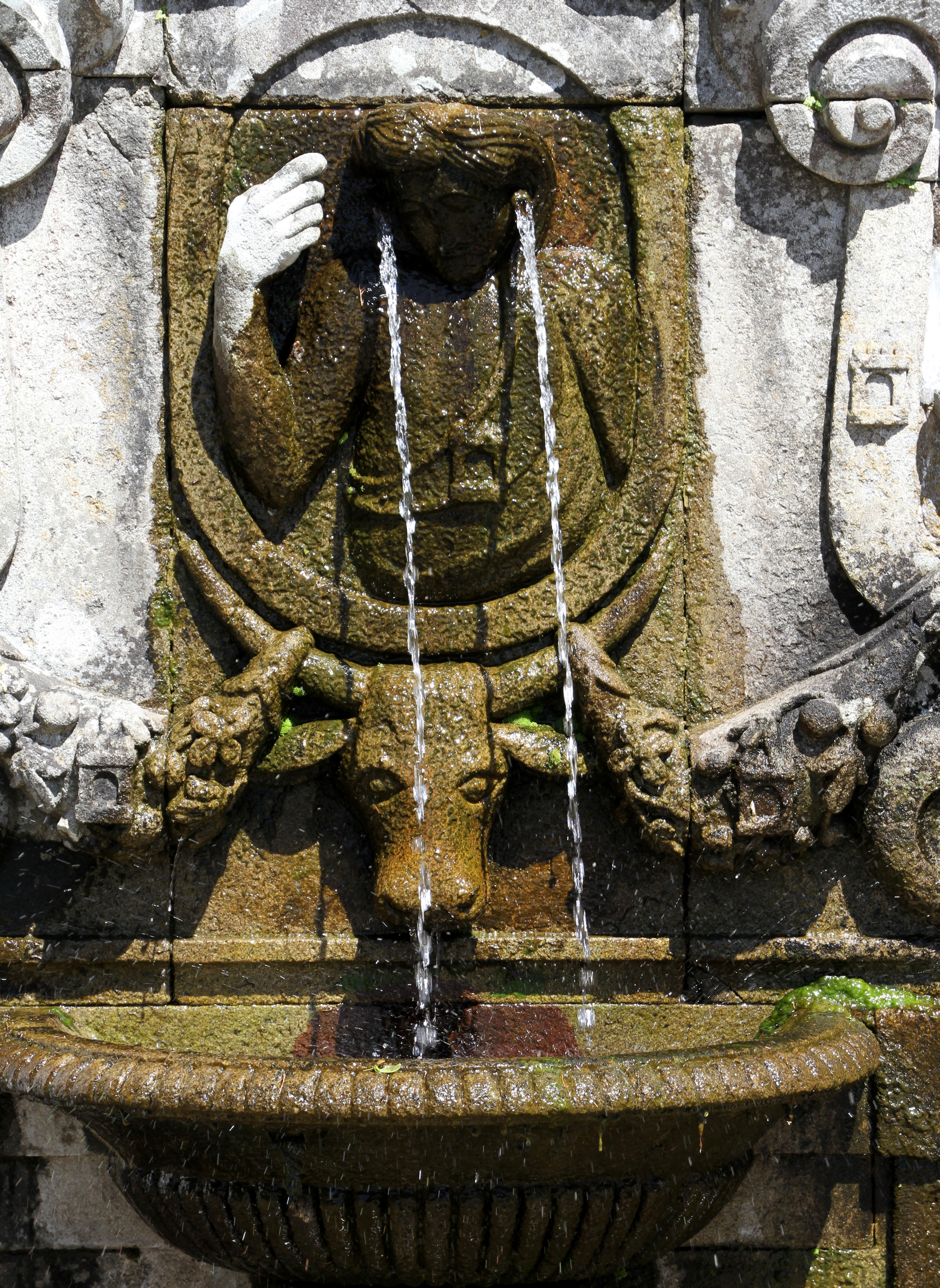
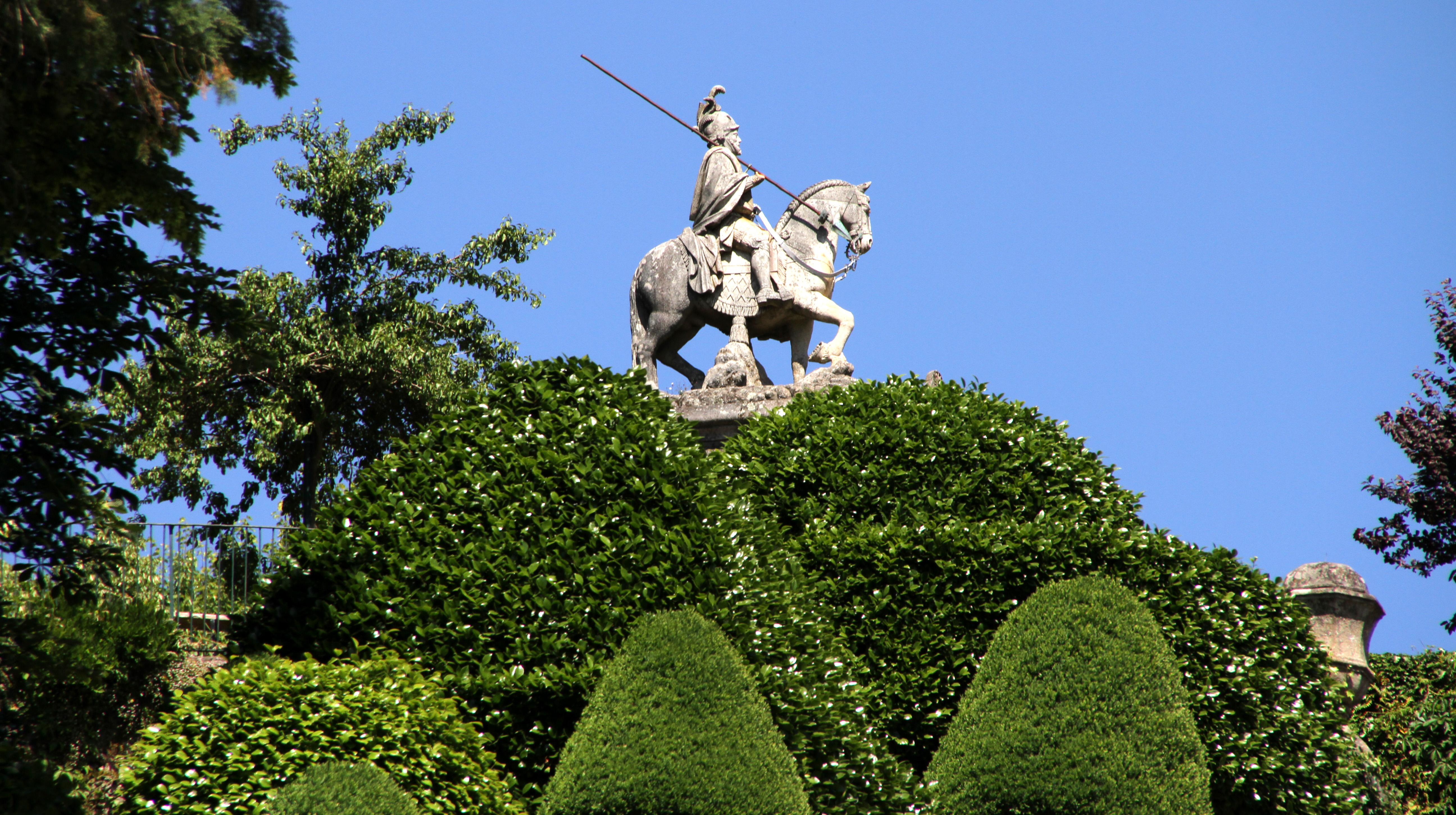
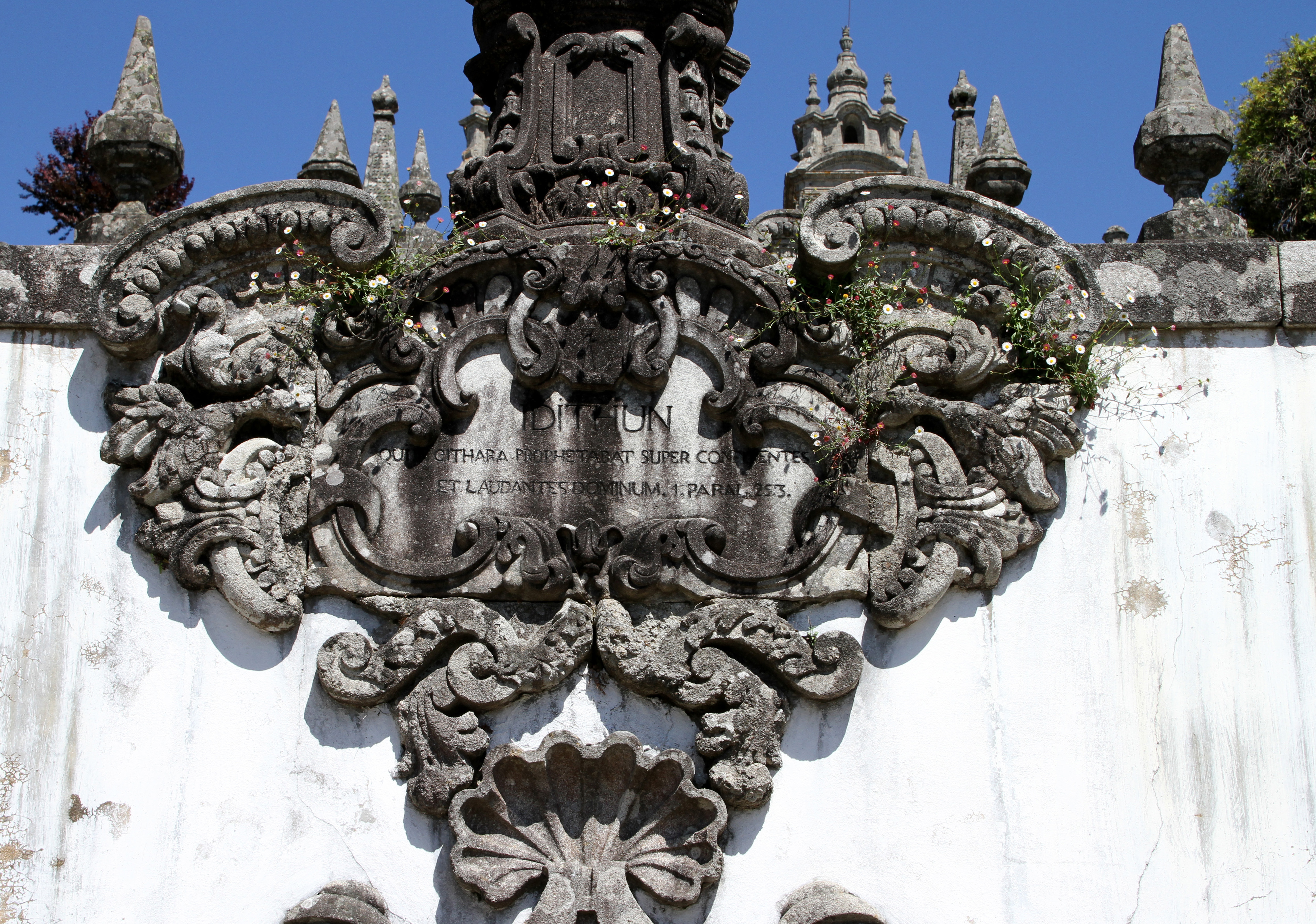
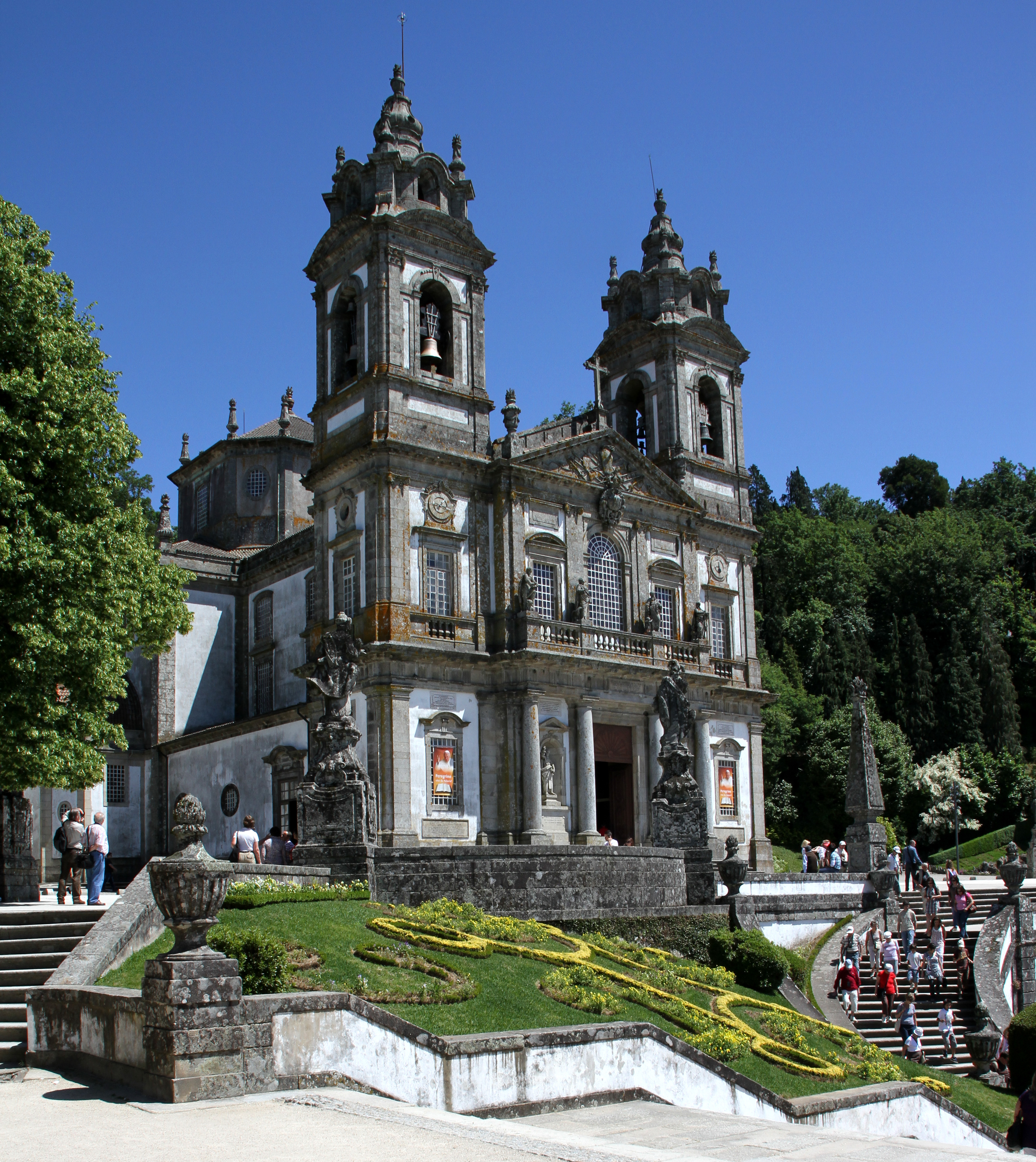
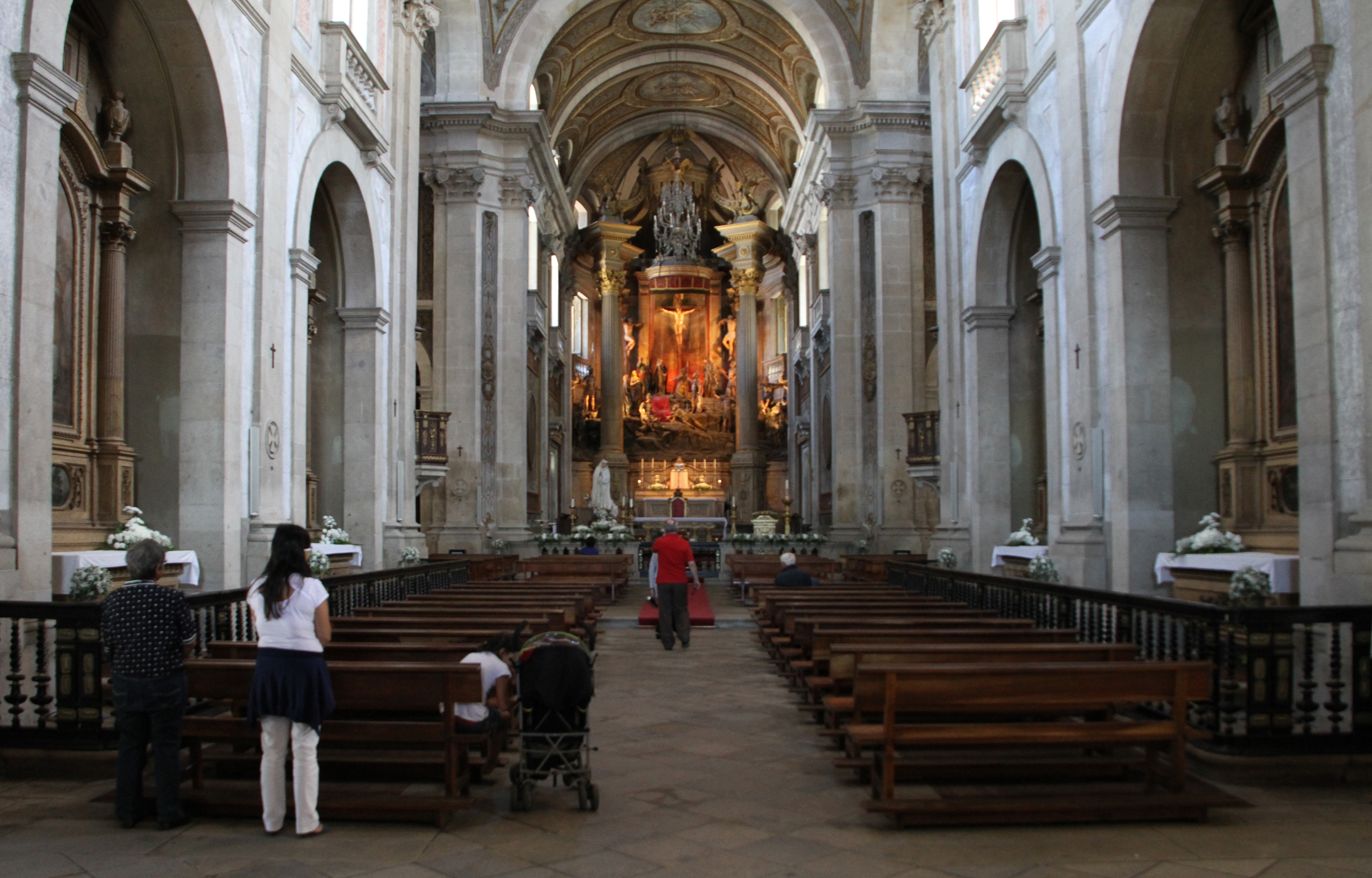
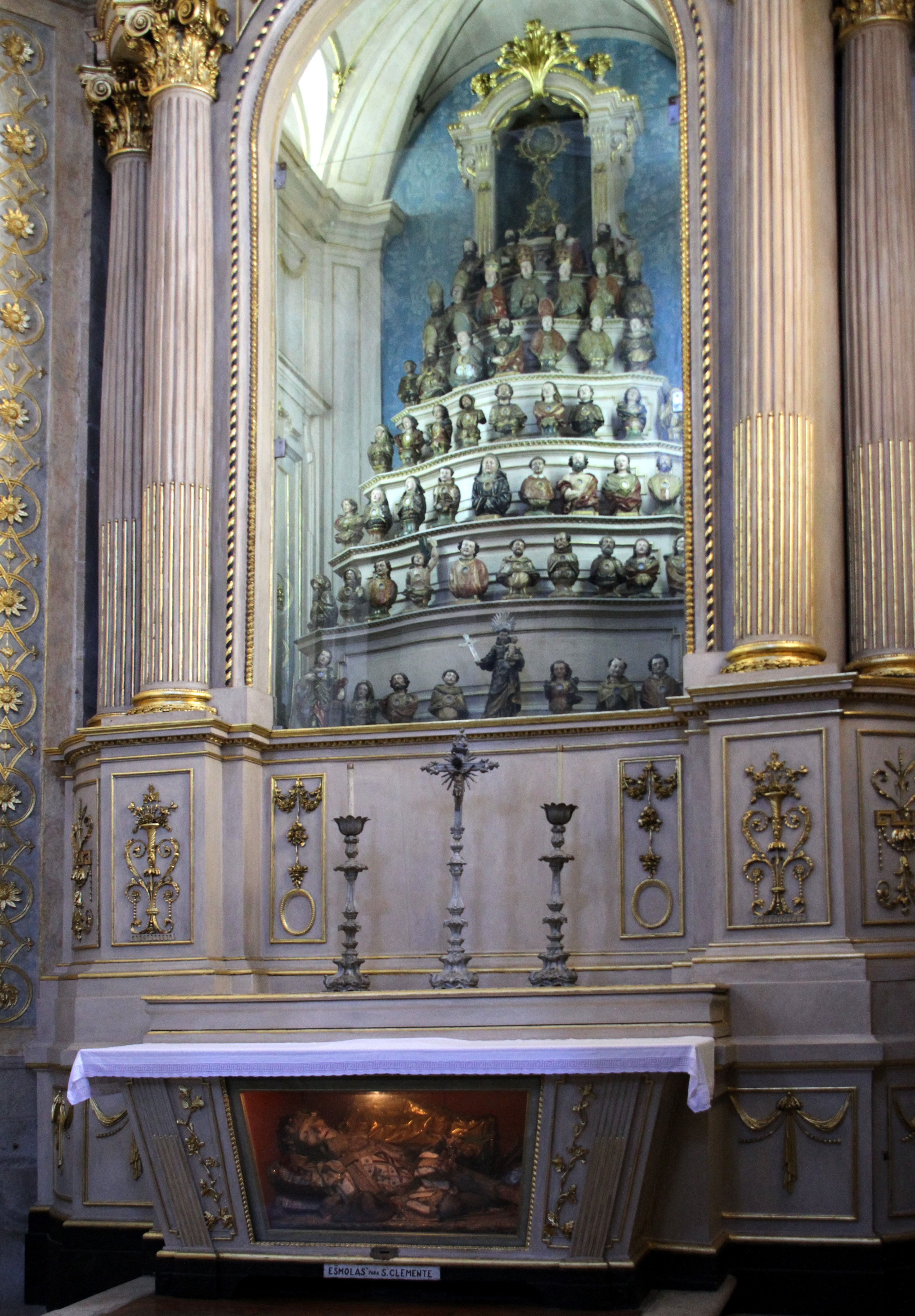